# Adolf Tolkatchev
Adolf Gueorguievitch Tolkatchev (en russe : Адольф Георгиевич Толкачёв ; 6 janvier 1927, Aktioubinsk, Kazakhstan – 24 septembre 1986 ?) était un ingénieur soviétique, arrêté en juin 1985 pour espionnage au profit des États-Unis. 

## Biographie
Tolkatchev a contacté de lui-même la CIA début 1977 en plein Moscou, en tentant d'aborder un diplomate américain qui s'est avéré être le chef de poste de la CIA à Moscou, Robert Fulton. Les Américains, craignant une provocation de la part du KGB, ne l'ont pas recontacté.
Tolkatchev n'a eu de cesse d'insister jusqu'à ce qu'à la mi-1978 le chef de poste adjoint de la CIA à Moscou, John Guilsher, ne contacte enfin Tolkatchev, le directeur de la CIA Stansfield Turner ayant finalement approuvé l'opération. 
La CIA attribua les noms de code CKSphere puis GTVanquish à Tolkatchev. Tolkatchev utilisait des appareils photo miniatures ou un Pentax ME 35 mm fournis par la CIA pour photographier des documents, ou notait des informations sensibles. Les films et notes manuscrites étaient ensuite passées soit par boîte aux lettres morte, soit par rencontre personnelle avec un officier traitant de la station de la CIA de Moscou. Tolkatchev a été traité de 1978 à 1985 par six officiers traitants en poste à Moscou, dont John Guilsher, David Rolph, John Yeagley ou William Plunkert (« 2e secrétaire de la section politique » de l'ambassade des États-Unis à Moscou de 1982 à 1984). 
Tolkatchev était ingénieur à l'institut scientifique de recherche sur le radar (NIIR, aujourd'hui Phazotron-NIIR (en)). Au cours de ses activités d'espionnage, il transmit à la CIA des informations secrètes sur le radar et les missiles des chasseurs MiG-23 et MiG-25, le radar du MiG-29, l'existence du Soukhoï Su-27 Flanker et Iliouchine A-50. L'auteur David Wise le décrit comme « l'atout le plus précieux de la CIA en Union soviétique ». 
Son interpellation, selon le KGB, est due à une longue enquête de plusieurs années, le KGB ayant constaté des fuites d'informations relatives à la technologie soviétique sur l'aviation militaire au profit des Américains. Cependant, il est probable qu'il a été trahi par Edward Lee Howard, un ancien membre de la CIA remercié en 1983. Howard avait été formé comme officier traitant en vue d'une affectation à Moscou, et connaissait un certain nombre d'informations permettant d'identifier Tolkatchev, y compris son adresse. Après l'arrestation de Tolkatchev, le KGB arrêta l'officier traitant Paul Stombaugh, le 13 juin 1985, venu pour un rendez-vous avec Tolkatchev. 
Les autorités soviétiques ont annoncé en octobre 1986 que Tolkatchev avait été condamné à mort et exécuté.
À la fin des années 2000, certains auteurs ont émis l'hypothèse que Tolkatchev ait été en fait manipulé par les services secrets soviétiques. Leur raisonnement se fonde sur des faits pouvant paraître étranges (tels que le comportement curieusement risqué de Tolkatchev, mais celui-ci n'était pas un agent formé) ; aucun d'entre eux n'a cependant pu vérifier si les documents fournis par Tolkatchev étaient vrais ou non.